# Marie-Jean Hérault de Séchelles
Marie-Jean Hérault de Séchelles (20. září 1759, Paříž – 5. dubna 1794 tamtéž) byl právník a politik za Francouzské revoluce.

## Život
Hérault de Séchelles pocházel ze šlechtické rodiny spojené s rody Contades a Polignaců. Vypracoval se jako právník v Châtelet. Pronesl několik velmi úspěšných projevů a pracoval pro pařížský parlament. Kromě toho se věnoval literatuře a po roce 1789 vydal zprávu o návštěvě u hraběte de Buffona v Montbardu.
Hérault se jako horlivý zastánce revoluce zúčastnil útoku na Bastilu a byl 8. prosinec 1789 jmenován soudcem u Soudního dvora prvního obvodu v departementu Paříž. Od konce ledna do dubna 1791 byl Hérault poslán jako emisar dohlížet na klid v Alsasku. Po svém návratu se stal commissaire du Roi u kasačního soudu. Byl zvolen do Národního zákonodárného shromáždění jako poslanec za Paříž. Tam se stále více přibližoval k montagnardům. Sloužil v několika výborech a přednesl slavnou zprávu diplomatickému výboru, že národ je v nebezpečí (11. června 1793).
Po útoku na Tuileries dne 10. srpna 1792 spolupracoval s Georgesem Dantonem a 2. září 1792 byl zvolen předsedou zákonodárného sboru. Byl zástupcem departementu Seine-et-Oise a byl pověřen vybudováním nového departementu Mont-Blanc. Během procesu s Ludvíkem XVI. byl nepřítomen, ale přesto oznámil, že schvaluje královo odsouzení a pravděpodobně by hlasoval pro trest smrti.
Když byl zamítnut nový návrh ústavy připravený markýzem de Condorcet, Hérault de Séchelles, Georges Couthon a Louis Antoine de Saint-Just byli v dubnu 1793 pověřeni úkolem vypracovat nový návrh, který byl dokončen v červnu. Tento návrh ústavy byl poté přijat, ale nikdy nebyl uveden v platnost.
Jako člen Výboru pro veřejné blaho se Hérault zabýval především diplomacií a od října do prosince 1793 byl na diplomatické a vojenské misi v Alsasku. Tato mise vůči němu vyvolala podezření mezi ostatními členy výboru. Zejména Robespierra, který byl fanatickým zastáncem Rousseauových myšlenek, nenáviděl Héraulta, zastánce Diderotova naturalismu. Hérault byl obviněn ze zrady a souzen před revolučním tribunálem ve stejnou dobu jako Danton. Dne 16. germinalu roku II (5. dubna 1794) byl stejně jako on gilotinován.